# Народно читалище „Христо Ботев – 1900“
Народното читалище „Христо Ботев – 1900“ е основано на 4 юни 1900 г. в град Вършец от местни ентусиасти, които избират за пръв читалищен председател известния писател Дончо Станчев.
За нуждите на новообразуваното читалище е отделена една от стаите на тогавашното училище. На 6 юни 1900 г. е избрано управително тяло с подпредседател Дарин Георгиев, секретар Китан Герасимов, библиотекар Симо Господинов и касиер Михал Кацарски. Общото събрание, проведено на 3 февруари 1901 г., приема читалищен устав, по-късно парафиран от министъра на народното просвещение.
Необходимата на училището класна стая е малка и неудобна и за това читалището след една година е преместено в къщата на Тодор Минчев, която се намира близо до училището. През 1903 г. в близост с градската минерална баня е съградена  дървена барака и читалището отново е преместено в нея заедно с библиотеката и нейната читалня за жителите и гостите на Вършец. Осъществяваната пълноценна културно-просветна дейност до 1906 г. постепенно намалява до 1920 г. в резултат на Балканските и Първата световна война. В периода на този застой в бараката на читалището се открива млекарница, в която на една маса се нареждани вестници и списания за четене. Името на млекарницата е било „Млекарница Читалище Христо Ботев“. На 26 декември 1920 г. дейността на читалището се възстановява отново, но до 1936 г. то постоянно е премествано в различни частни къщи. През 1935 г. започва строежът на нова, специално за читалището сграда с голяма зала, малка зала, гримьорни, библиотека, читалня и други необходими помещения. Читалищната сграда е открита в началото на 1937 г. и функционира и до днес.
На откритата естрада пред читалището се провежа традиционният Национален преглед на ученическите духови оркестри и мажоретни състави „Димитър Пеев“.
| Поддържа библиотека и читалня                               |
| Предоставя компютърни и интернет услуги                     |
| Развива и подпомага любителското художествено творчество    |
| Организира школи, курсове, празненства, концерти, чествания |
| Събира и разпространява знания за родния край               |
| Смесен хор за школувано пеене и църковно песнопение         |
| Тригласен женски хор за обработен фолклор „Стефан Кънев“    |
| Група за стари градски песни „Неразделни“                   |
| Мъжка вокална група „Българи“                               |
| Танцов състав „Фолклорна китка“                             |
| Театрална формация „Медека“                                 |
| Вокално-инструментален оркестър „Вършец“                    |
| Дхов оркестър „Вършец“                                      |